# Блиново (Арбажский район)
Блиново — упразднённая деревня в Арбажском районе Кировской области России.

## География
Деревня находится в юго-западной части Кировской области, в зоне хвойно-широколиственных лесов, к северу от реки Пижмы, на расстоянии приблизительно 14 километров (по прямой) к востоко-юго-востоку от посёлка городского типа Арбаж, административного центра района.

### Климат
Климат характеризуется как умеренно континентальный, с умеренно холодной снежной зимой и тёплым летом. Среднегодовая температура — 2 °C. Абсолютный минимум температуры воздуха самого холодного месяца (января) составляет −47 °C; абсолютный максимум самого тёплого месяца (июля) — 40 °C. Годовое количество атмосферных осадков — 527 мм, из которых 354 мм выпадает в период с апреля по октябрь.

## История
В «Списке населенных мест Вятской губернии по сведениям 1859—1873 годов» населённый пункт упомянут как удельный починок Безводный (Блинов) Яранского уезда, расположенный при колодцах, в 54 верстах от уездного города. В деревне насчитывалось 8 дворов и проживало 86 человек (38 мужчин и 48 женщин).
В 1905 году в починке, относившемуся к Водозерской волости, имелось 25 дворов и проживало 112 человек (54 мужчины и 58 женщин). Население относилось к приходу Александро-Невского храма села Рои.
По данным переписи 1926 года имелось 22 хозяйства и проживало 106 человек (52 мужчины и 54 женщины). В административном отношении входила в состав Чернушинского сельсовета Пижанской волости Яранского уезда.
По состоянию на 1 января 1950 года населённый пункт являлся частью Чернушинского сельсовета Арбажского района. Числилось 28 хозяйств и проживало 123 человека. В 1978 году входила в состав Басмановского сельсовета. Упразднена 18 августа 1980 года.